# Dudalina
Dudalina é uma empresa de confecção e distribuição de roupas de alto padrão e moda do Brasil, mais conhecida por suas camisas sociais femininas. Foi fundada em 1957 na cidade de  Luiz Alves, Santa Catarina e o nome da empresa é a junção do nome da fundadora Adelina Clara Hess de Souza e seu marido mais conhecido como "Duda". Teve como presidente por 13 anos a filha de Adelina, Sônia Hess de Souza.
Foi eleita em 2016 como a 5ª melhor empresa para trabalhar em Santa Catarina de acordo o Great Place to Work e a 3º rede de franquias mais internacionalizada do Brasil, de acordo com a Fundação Dom Cabral. Possui mais de 105 lojas no Brasil, Equador, Itália, Suécia, Suíça e Panamá e comercializa para para outros 55 países.
Em Dezembro de 2013, vendeu 72,27% do capital da empresa para os bancos de investimentos Warburg Pincus e Advent International por R$ 650 milhões. Em 2014, anunciou uma fusão junto a Restoque, criando a  maior varejista de roupas de alto padrão do Brasil.